# Nomada amamiensis
Nomada amamiensis är en biart som beskrevs av Hirashima 1960. Nomada amamiensis ingår i släktet gökbin, och familjen långtungebin. Inga underarter finns listade i Catalogue of Life.